# 메이지촌 (아이치현 헤키카이군)
메이지촌(明治村)은 아이치현 헤키카이군에 설치되었던 촌이다. 현재의 안조시 남부·헤키난시 동부·니시오시 북부에 해당한다.